# Julio Argentino Roca
Alejo Julio Argentino Roca Paz (San Miguel de Tucumán, 17 de julho de 1843 — Buenos Aires, 19 de outubro de 1914) foi um político e militar argentino, presidente da Argentina em dois mandatos.

## Biografia
Estudou no Colégio Nacional de Concepción del Uruguay, onde sua família se havia fixado no início da década de 1850. Em 1858 ingressou na carreira militar. Veterano da guerra entre a província de Buenos Aires e a Confederação ocorrida entre 1859 e 1861, participou também na Guerra do Paraguai contra os paraguaios entre 1865 e 1870, na qual morreram seu pai e dois de seus irmãos. Participou da política argentina durante mais de 30 anos mediante o Partido Autonomista Nacional, tecendo complexos sistemas de alianças com distintas forças, o que lhe valeu a alcunha de el Zorro.
Depois de sufocar uma rebelião federalista em Entre Ríos, e após a morte de Adolfo Alsina, seu principal rival (e em algumas ocasiões seu aliado) no caminho rumo à sucessão presidencial de Avellaneda em 1877, Roca ocupou o cargo de ministro da Guerra. Apresentou um projeto ao Congresso da Nação em 14 de agosto de 1878, com objetivo de uma guerra ofensiva contra os indígenas que habitavam a Patagónia, para ampliar o território sob soberania efetiva da nação.
Conduziu a denominada Campanha do deserto, a qual diversas fontes qualificaram de genocídio e de purificação étnica. Roca, comandando um exército moderno e bem preparado, submeteu a Patagónia, vencendo a tenaz resistência dos povos originais de etnia mapuche, causando uma grande quantidade de vítimas e expulsando as populações restantes para áreas periféricas. Se estima que a campanha causou diretamente a morte de cerca de 20 000 indígenas. As tribos que sobreviveram foram deslocadas para zonas mais periféricas e estéreis da Patagónia. Cerca de 3 000 índios, homens, mulheres e crianças, foram feitos prisioneiros e enviados a Buenos Aires, onde foram separados por sexo para que não tivessem filhos: as mulheres foram dispersas pelos diferentes bairros da cidade como empregadas domésticas, enquanto parte dos homens foi enviada à ilha de Martín Garcia, onde morreram, em sua maioria, após poucos anos de reclusão.
Milhões de hectares se somaram assim à República Argentina. Estas enormes extensões foram adjudicadas a baixo preço ou diretamente doadas a proprietários de terras ou a políticos influentes. Para justificar esta operação militar argumentou-se que estes territórios iam ser conquistados pelo Chile, já que a área ao sul do rio Colorado esteve parcialmente em disputa entre as duas nações até o Tratado Argentina-Chile de 1881.
Em 1880 foi eleito presidente, cargo que ocupou até 1886. Com 37 anos de idade, foi o mais jovem presidente da Argentina em toda sua história. Seu governo levou a uma grande prosperidade da nação, alimentada por uma maciça imigração europeia, a construção de ferrovias e o desenvolvimento das exportações agrícolas, e assentou as bases do moderno Estado argentino. Separou efetivamente a Igreja do Estado, sancionando as leis de Registro Civil e de Matrimónio Civil, o que levou a romper relações diplomáticas com o Vaticano. Deu um extraordinário impulso à educação mediante a Lei 1420 (iniciativa de Sarmiento, então diretor do Conselho Nacional de Educação) que estabelecia o ensino primário gratuito, obrigatório e laico para todos os habitantes do país. Entretanto, a especulação financeira e a corrupção grassaram durante seu governo, sustentado mediante fraude eleitoral. Resolveu a questão pendente do estabelecimento da capital da república, convertendo a cidade de Buenos Aires (e os vizinhos povoados de Flores e Belgrano) em território federal em 1881. Foi sucedido por seu cunhado, Juárez Celman, apesar de alguns aspectos da política nacional seguirem em suas mãos.
Juárez Celman acaba renunciando em 1890, em meio a uma grave crise económica e financeira. Carlos Pellegrini, que completa seu mandato, conduz habilmente a saída da crise e se estabelece como uma figura opositora a Roca. Ainda que animados pela mesma concepção de "progresso" (criação de infra-estrutura, fomento da imigração, definição de um perfil agro-exportador), Roca, Pellegrini e outros políticos do autonomismo, como Roque Sáenz Peña, consideraram a necessidade de abandonar o caudilhismo na política e a fraude eleitoral como mecanismo de acesso ao poder. Ao mesmo tempo, a União Cívica Radical, de Alem, se estabelece como a alternativa revolucionária e com ela se identificam os setores médios urbanos. A União Cívica havia encabeçado sublevações em 1890, 1892 e 1893, derrotadas finalmente pelo exército nacional comandado por Roca e Horacio Foteringham.
Marginalizada a oposição da União Cívica após a derrota de suas intentonas revolucionárias, Roca manobra habilmente para desfazer-se da oposição dentro de seu partido. Contra a potencial candidatura de Roque Sáenz Peña opõe a do pai deste, Luis Sáenz Peña, o qual é eleito para o período 1892-98. Porém, sem o apoio de Roca, Sáenz Peña renuncia em janeiro de 1895 e é sucedido pelo seu vice-presidente, José Evaristo Uriburu, muito mais obediente à vontade de "El Zorro".
Roca eliminou todas as chances de todos os seus potenciais opositores e, finalmente, foi eleito para um novo período presidencial (1898 - 1904) em meio a uma tensa situação internacional com o Chile. Finalmente, Roca conseguiu a paz com o Chile e a solução quase definitiva de todos os problemas de limites com esse país, mediante a assinatura do Tratado Argentina-Chile de 1902. O crescimento económico continuou, normalizaram-se os pagamentos da dívida pública e empreenderam-se obras públicas de importância. Do seu gabinete de ministros, destacou-se especialmente Joaquín V. González [no ministério do Interior], que impulsionou um Código de leis do trabalho, o qual não chegou a obter sanção parlamentar, e uma reforma eleitoral.
Terminado o seu mandato, Roca afastou-se da vida pública. Ainda que o autonomismo tenha seguido controlando o governo por mais uma década, os partidos da oposição (em particular, a União Cívica Radical e o Partido Socialista) haviam ganho ampla base social, e os métodos de Roca já não eram efetivos para o novo século. Permaneceu quase à margem da política nacional até sua morte, em 1914. Roca é, sem dúvida, uma das figuras mais polêmicas da história argentina. Enquanto alguns o consideram como o arquiteto do moderno estado argentino, outros, recordando o aniquilamento de milhares de indígenas na Patagônia e no Chaco, não duvidam em qualificá-lo de genocida.

## Baixa da cédula de 100 pesos
No dia 25 de julho de 2012 a Banco Central Argentino apresentou a retirada da efígie de Roca da cédula de 100 pesos argentinos e substitui-a pela efígie de Evita Peron, sob alegação de que Roca teria participado de chacinas contra grupos indígenas.